# Manche (département)
Pour les articles homonymes, voir Manche.
 (mai 2020).
Si vous disposez d'ouvrages ou d'articles de référence ou si vous connaissez des sites web de qualité traitant du thème abordé ici, merci de compléter l'article en donnant les références utiles à sa vérifiabilité et en les liant à la section « Notes et références ».
La Manche (/mɑ̃ʃ/) est un département français de la région Normandie. Son nom provient de la mer qui le borde sur tout son pourtour nord et ouest, et le quart nord-est. L'Insee et La Poste lui attribuent le code 50. Sa préfecture est Saint-Lô et sa plus grande ville est Cherbourg-en-Cotentin en nombre d'habitants.

## Géographie

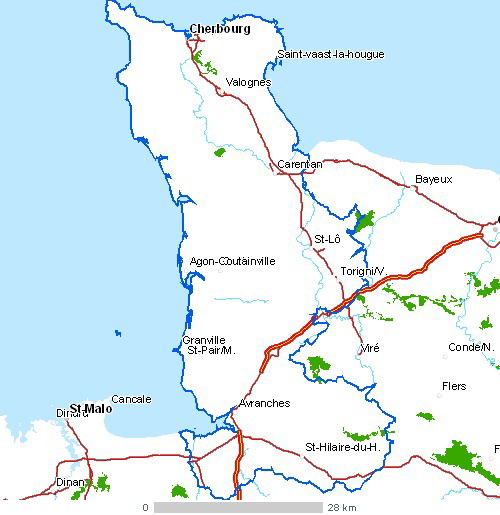
Carte de la Manche.

La Manche fait partie de la région Normandie. Elle est limitrophe des départements du Calvados, de l'Orne, de la Mayenne et d'Ille-et-Vilaine. Incluant la péninsule du Cotentin, le département est baigné par la Manche sur toute sa façade ouest, ainsi qu'au nord et au nord-est, sur 350 km de côtes.
Par la géologie, le département se rattache au Massif armoricain (à l'exception du Plain, rattaché au Bassin parisien). La Manche se divise en terroirs, intégré essentiellement au Bocage normand. On peut citer du nord-ouest au sud-est la Hague, le Val de Saire, le Bocage valognais, le Plain, le Coutançais, le Saint-Lois, l'Avranchin et le Mortainais.
La population est majoritairement rurale. En dehors des agglomérations cherbourgeoise et saint-loise, le territoire est maillé de petites villes et de gros bourgs commerçants.
Le département présente la particularité d'être le moins boisé de France (ce qui ne veut pas dire avec le moins d'arbres, ceux-ci étant présents en abondance dans les bocages).
Contrairement à la tradition française qui consiste à avoir toutes les compétences regroupées en un seul lieu, la Manche présente un polycentrisme dans son organisation des pouvoirs. Si Saint-Lô est, avec le conseil départemental et la préfecture départementale, la capitale politique et administrative, Coutances est, avec la cour d'assises, un tribunal judiciaire, la maison d'arrêt et le pôle d'instruction, la capitale judiciaire ; le diocèse y est implanté, ce qui en fait également la capitale religieuse. Par ailleurs Cherbourg-en-Cotentin, première agglomération du département et quatrième de la région avec son port militaire et de commerce et son industrie nucléaire (centrale nucléaire de Flamanville et usine de retraitement de la Hague), est considérée comme la capitale économique et industrielle de la Manche.

Paysages de la Manche
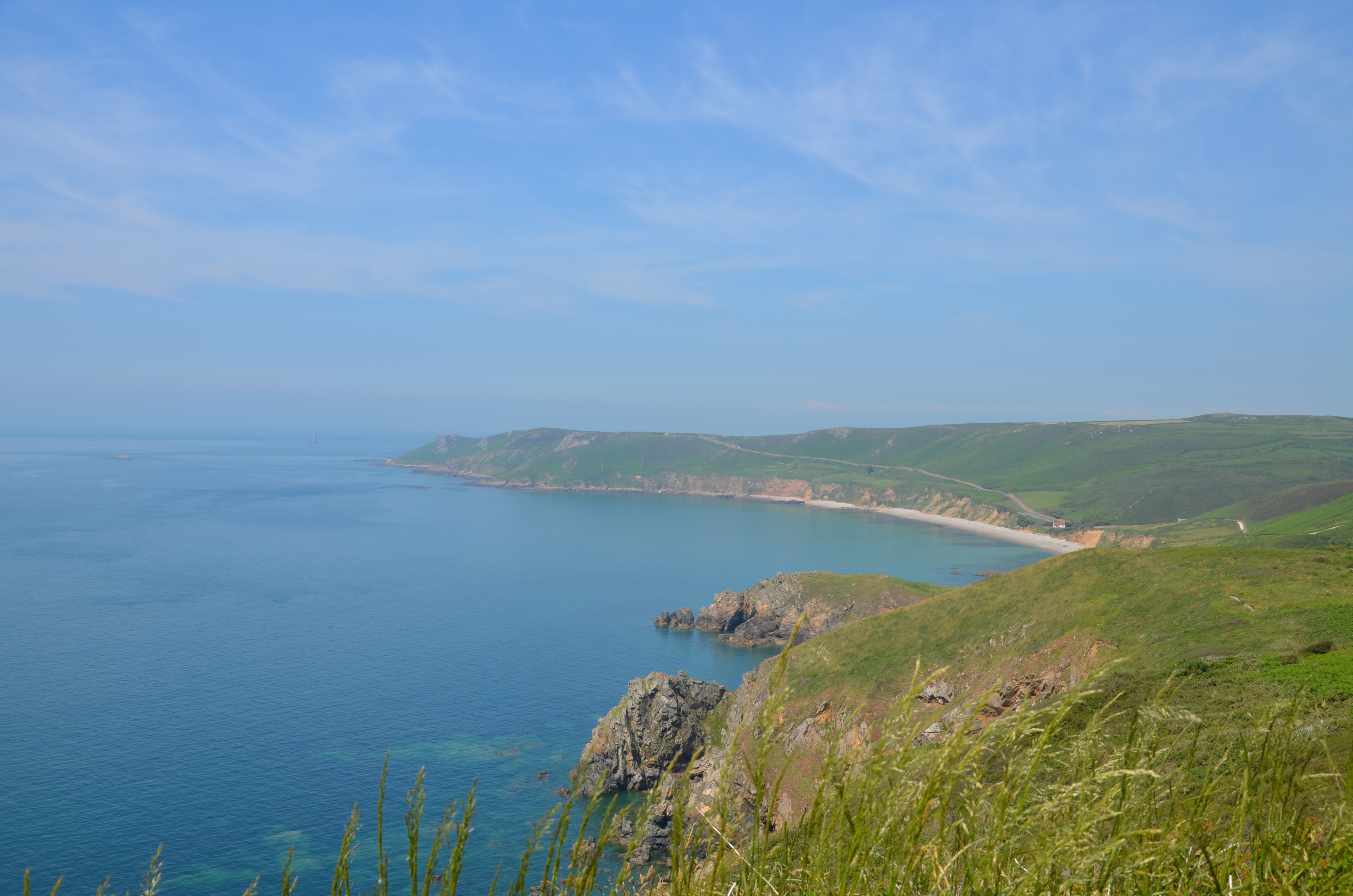
La baie d'Écalgrain depuis le nez de Voidries, au nord-ouest.
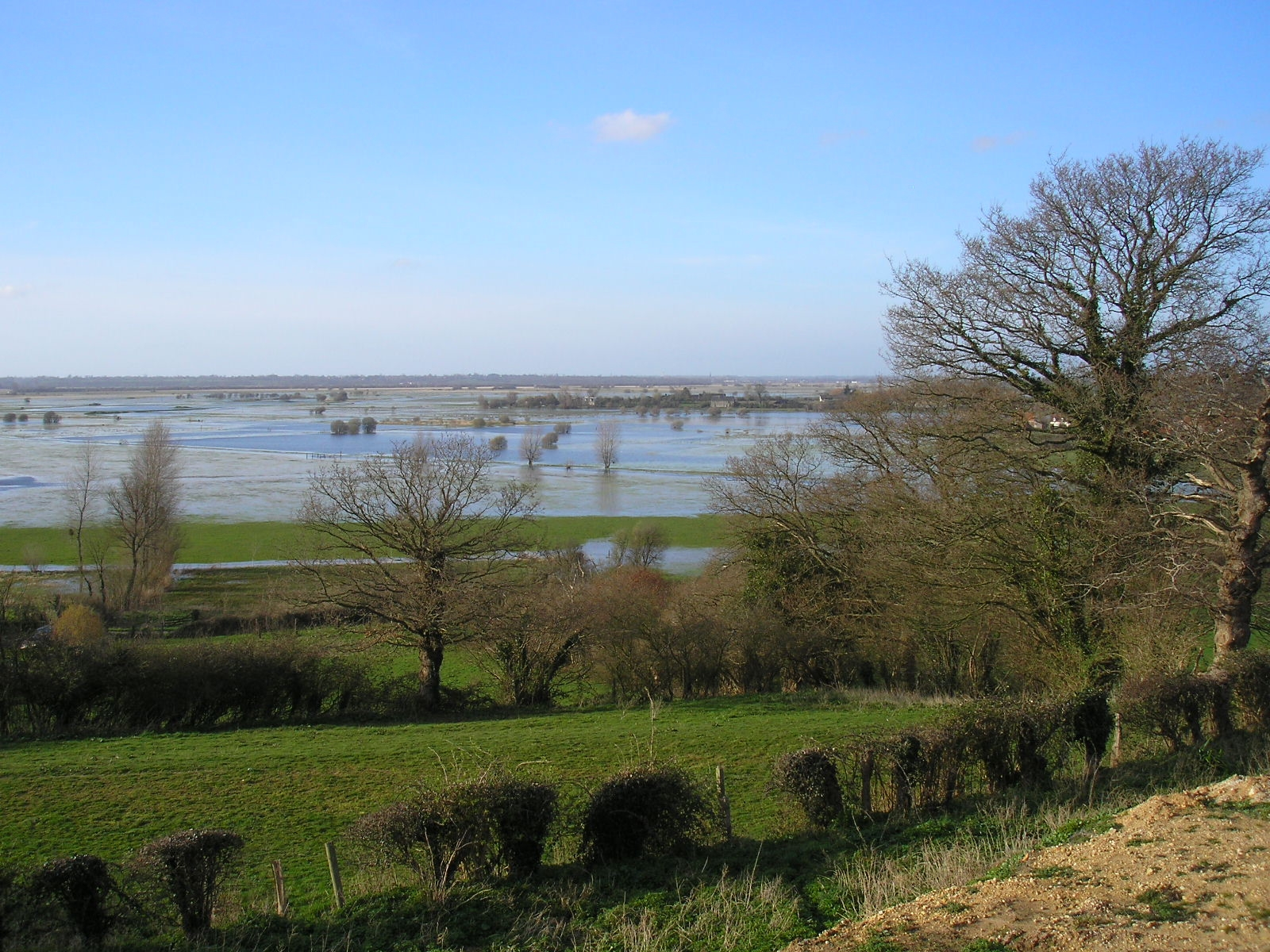
Le marais du Cotentin à Graignes dans l'est.
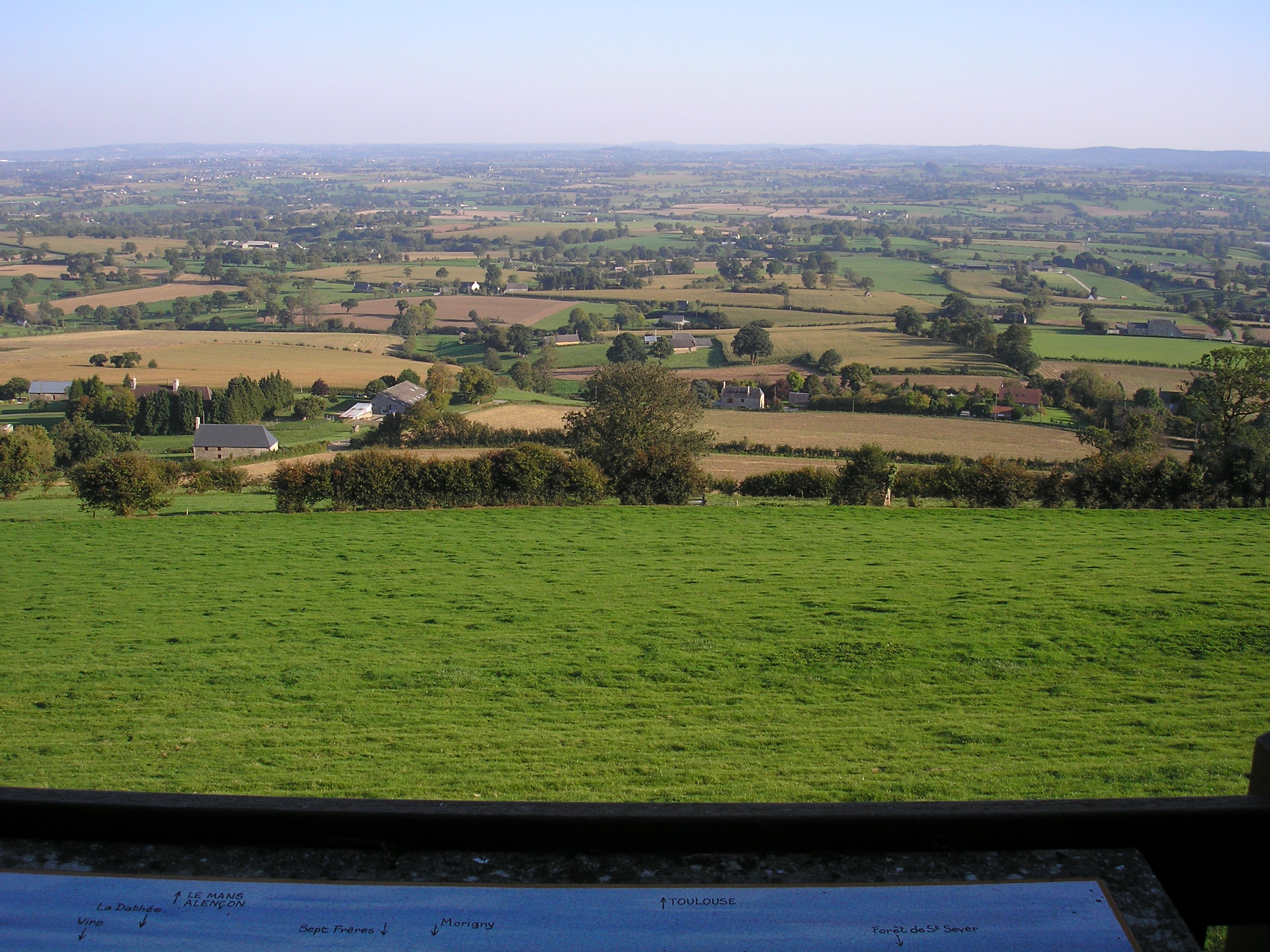
Le Bocage virois à Saint-Vigor-des-Monts dans l'est.
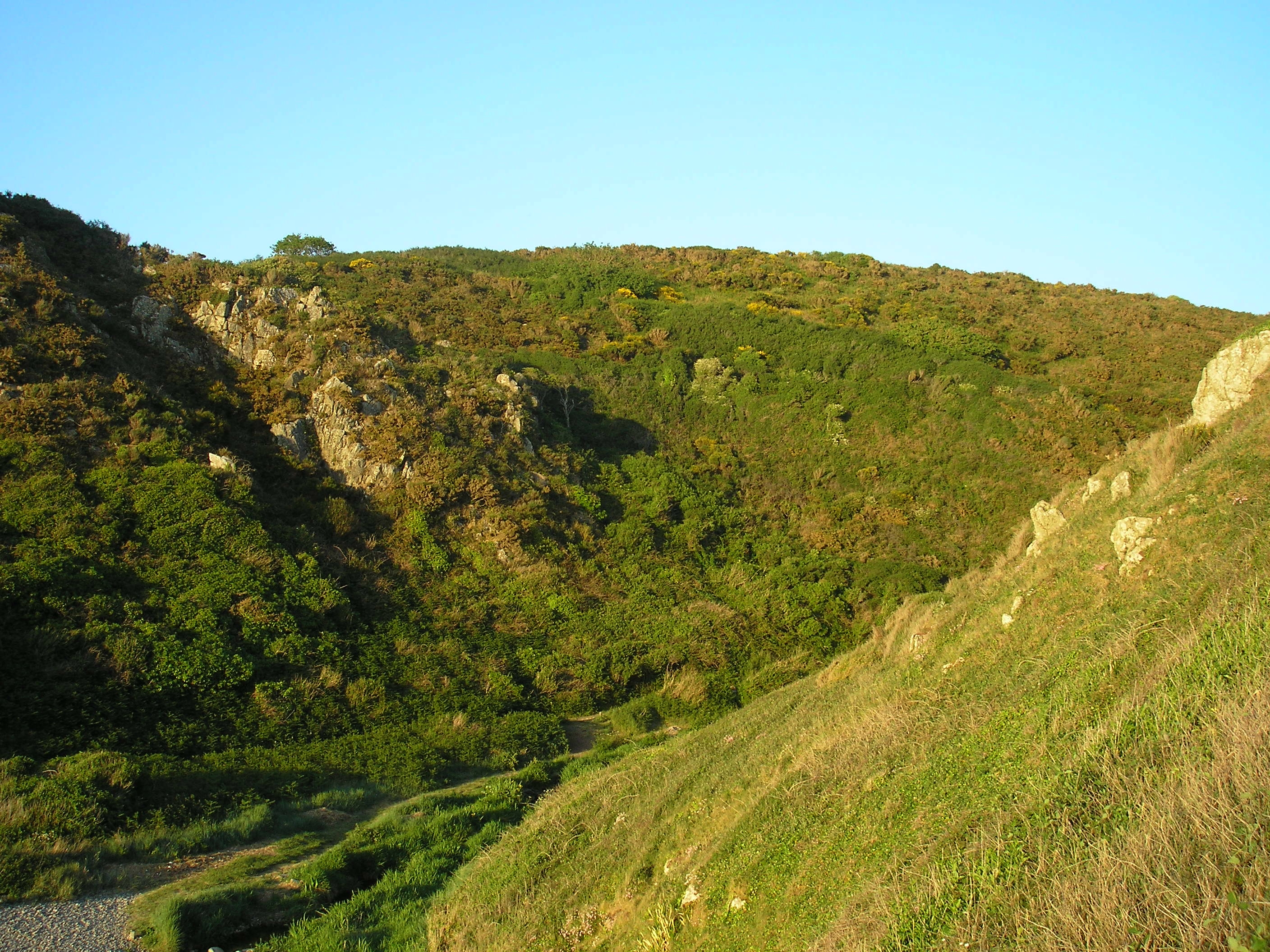
La vallée du Lude à Carolles, au sud-ouest.

## Étymologie
Lorsque le 26 février 1790, l'Assemblée nationale constituante fixe par décret le nom de chacun des départements instaurés, la Manche désigne déjà depuis le milieu du XVIIe siècle, soit 150 ans, la mer décrite plus haut.

## Histoire
Peuplée à l'origine des peuples celtes, les Unelles et les Abrincates, cette région est envahie par les Romains contre les troupes de Viridovix (56 av. J.-C.). À l'époque mérovingienne, elle fait partie de la Neustrie. Le Cotentin connaît, au IXe et début du Xe siècle, une immigration de Vikings venus de Norvège et ayant transité par les Hébrides et l'Irlande ; elle se distingue donc des autres régions du Nord de la Normandie dont l'immigration scandinave provenait du Danemark. L'Avranchin et le Cotentin sont concédés, par Charles le Chauve, au roi Salomon de Bretagne en 867.
En 919, le Viking Ragenold de Neustrie, du Nord-Cotentin, refusant de se sédentariser, opère un raid sur le Sud-Cotentin. Rollon le bat en s'appuyant sur les chefs vikings et le clergé chrétien. Un chef danois s'établit comme chef indépendant dans le nord de la presqu'île. En 924, l'évêché de Bayeux et le Maine passent sous la juridiction de Rollon, et quelques seigneurs bretons tels que Hascoit (Harcouet) de Saint-James, Bodiac de Sacey, se soumettent à son autorité, alors que les Bretons contrôlent la Manche jusqu'à une frontière se situant entre Coutances et Saint-Lô. C'est ainsi que lors de l'attaque de Rolf à Saint-Lô, ce sont les Bretons qui en assurent la défense. En 933, les Normands conquièrent la Manche, au détriment de Vikings de Bretagne, commandés par Incon. La frontière avec la Bretagne est fixée à la Sélune, et en 1008 ou 1009, elle est déplacée vers le Couesnon.
Au XIe siècle, le Cotentin voit naître la maison de Hauteville, famille à l'origine de l'épopée normande du Sud de l'Italie et de la Sicile.
Au XIe siècle également, Geoffroy de Montbray, évêque de Coutances, proche de Guillaume le Conquérant, a considérablement œuvré pour le rayonnement du diocèse de Coutances. Il est à l'origine de la cathédrale de Coutances, bâtie au XIe siècle, de style roman, et base de l'actuelle cathédrale qui date du début du XIIIe siècle, et du parc médiéval de l'Évêque.
La région est occupée par les troupes de Philippe Auguste et annexée au royaume de France en 1204, excepté les îles Anglo-Normandes. Le futur département se partage alors entre deux pays, hérités des peuples gaulois, le Cotentin et l'Avranchin.
Au début de la guerre de Cent Ans, la plupart des terres de l'actuel département de la Manche reviennent au roi Charles II de Navarre, de par leur cession par Jean II au traité de Mantes en 1354. Ces terres subissent les conflits entre troupes françaises et navarraises de 1354 à 1378, date de leur occupation par les troupes de Charles V. Cherbourg est ensuite occupée par les Anglais de 1378 à 1393.
Durant l'Ancien Régime, la Manche est ensuite le théâtre de nombreuses guerres et révoltes , la Ligue du Bien public (1476), les guerres de Religion du XVIe siècle entre Montgommery et Matignon, la révolte des Nu-pieds en 1639, la révolte vendéenne (siège de Granville, 1793), et la chouannerie normande de 1793 à 1800. Les rivalités franco-anglaises entraînent au XVIIIe siècle le développement des deux ports : le port militaire de Cherbourg, et l'activité corsaire à Granville.
Le département est créé à la Révolution française, le 4 mars 1790, en application de la loi du 22 décembre 1789, à partir d'une partie de la province de Normandie et de la généralité de Caen. Son chef-lieu est d'abord fixé à Coutances, puis déplacé à Saint-Lô en 1796, bien que le tribunal d'instance soit toujours à Coutances de nos jours.

Carte de la Manche (1790).

Après la victoire des coalisés à la bataille de Waterloo (18 juin 1815), le département est occupé par les troupes prussiennes de juin 1815 à novembre 1818 (voir occupation de la France à la fin du Premier Empire).
Le XIXe siècle voit l'industrialisation du département qui garde cependant une identité profondément rurale. Le travail du fer se développe, et l'industrie agroalimentaire apparaît et s'exporte. En 1858 est inaugurée la ligne ferroviaire reliant Cherbourg à Paris.
Le port de Cherbourg atteint son apogée au début du XXe siècle comme point de départ des voyageurs pour l'Amérique. Il sert aussi au transport de troupes et de matériel pendant la Première Guerre mondiale.
Pendant la Seconde Guerre mondiale, l'armée allemande fortifie les côtes de la Manche avec le mur de l'Atlantique. En juin et juillet 1944, la bataille de Normandie se joue en partie dans le Cotentin, avec le débarquement à Utah Beach, la bataille des Haies et l'opération Cobra. Avec de nombreuses communes détruites à 80 % ou 90 % (comme Saint-Lô, dite la « capitale des ruines »), les années 1945-1960 voient le retour des populations et la reconstruction rapide du pays.
La ville de Coutances reprend temporairement le rôle de préfecture, sous Édouard Lebas, après la Seconde Guerre mondiale en raison de la destruction presque totale de Saint-Lô, et ce jusqu'à la reconstruction de cette dernière en 1953.
Entre 1956 et fin 2015, le département de la Manche est administrativement intégré à la région de Basse-Normandie. La réunification de la Normandie intervient effectivement le 1er janvier 2016.
Au 1er janvier 2018, le territoire de la commune de Pont-Farcy est rattaché au département de la Manche, décision préalable à la fusion des communes de Tessy-Bocage, située dans la Manche, et de Pont-Farcy, située dans le Calvados. Pont-Farcy rejoint de fait Saint-Lô Agglo.

## Emblèmes

### Héraldique
| Blason | Blasonnement : « Parti ondé d'azur et de gueules aux deux léopards d'or armés et lampassés d'azur, brochants sur la partition. » |

Ce blason, proposé par Robert Louis en 1950, rappelle celui de la Normandie, région dont fait partie le département ; la partie gauche symbolise la Manche qui le borde sur toute sa côte ouest.

## Climat

Pluviométrie de la Manche.

Avec trois façades maritimes en 300 kilomètres de côtes, le climat manchois est fortement océanique : les hivers sont doux, avec une température moyenne de janvier comprise entre 4 et 7 °C du Bocage vers le cap de la Hague, aux rares gelées, les étés tempérés, avec une température moyenne d'août de 17 °C environ. Ainsi, la période de gel n'excède pas six jours sur les côtes, et dure jusqu'à cinquante-quatre jours dans le Saint-Lois et le Mortainais. L'amplitude thermique journalière est entre 4 °C sur la côte et 7 °C dans les terres l'hiver, 5 à 12 °C l'été.
La pluviométrie est importante (entre 120 et 160 jours de précipitations supérieures à 1 mm par an en moyenne), mais varie beaucoup en fonction des terroirs, entre 700 mm sur la côte et 1 300 mm dans le bocage du sud, fréquemment sous forme de crachin.
Les côtes ouest et nord bénéficient de l'influence adoucissante de la mer, permettant la naturalisation de beaucoup de plantes méditerranéennes ou exotiques (mimosas, palmiers, agaves, etc.), malgré une faible durée d'ensoleillement (environ 1 500 h).
Le vent marin souffle régulièrement sur la côte, ce qui participe avec les marées à des changements de temps rapides dans une journée. Les forts coups de vent ou les tempêtes sont courants.

## Économie
La Manche est le premier département agricole français, principalement dans l'élevage (bovin, ovin, équin) et la culture de fruits (pommes) et légumes (carottes, poireaux, choux-fleurs). Cherbourg-en-Cotentin est un port important (pêche, plaisance, trafic transmanche, commerce, militaire, construction navale). L'industrie nucléaire a pris une importance considérable. L'économie manchoise repose enfin sur le tourisme, essentiellement balnéaire et saisonnier.

## Attractivité
Depuis 2017, le comité départemental du tourisme est devenu une agence d'attractivité, nommée Latitude Manche puis Attitude Manche. L'agence d'attractivité du département vise à révéler le territoire à l'extérieur de ses frontières, à développer sa notoriété à travers différentes actions et à fédérer divers acteurs dans la démarche pour créer des synergies. Les sujets traités par l'agence d'attractivité sont liés à la fois à la dynamique économique, au sport, à la culture et au tourisme.

## Transport
Cherbourg se trouve à l'extrémité d'importants axes routier (autoroute A13 prolongée par la route nationale 13) et ferroviaire (ligne de Mantes-la-Jolie à Cherbourg) venant de l'Île-de-France. Le sud du département est desservi par l'autoroute A84 et la ligne de Paris à Granville.

## Démographie
En 2022, le département comptait 496 815 habitants, en évolution de −0,31 % par rapport à 2016 (France hors Mayotte : +2,11 %).
| 1791 | 1801    | 1806    | 1821    | 1826    | 1831    | 1836    | 1841    | 1846    |
| ---- | ------- | ------- | ------- | ------- | ------- | ------- | ------- | ------- |
| -    | 530 631 | 581 429 | 594 196 | 611 206 | 591 284 | 594 382 | 597 334 | 604 024 |

| 1851    | 1856    | 1861    | 1866    | 1872    | 1876    | 1881    | 1886    | 1891    |
| ------- | ------- | ------- | ------- | ------- | ------- | ------- | ------- | ------- |
| 600 882 | 595 202 | 591 421 | 573 899 | 544 776 | 539 910 | 526 377 | 520 865 | 513 815 |

| 1896    | 1901    | 1906    | 1911    | 1921    | 1926    | 1931    | 1936    | 1946    |
| ------- | ------- | ------- | ------- | ------- | ------- | ------- | ------- | ------- |
| 500 052 | 491 372 | 487 443 | 476 119 | 425 512 | 431 367 | 433 473 | 438 539 | 435 468 |

| 1954    | 1962    | 1968    | 1975    | 1982    | 1990    | 1999    | 2006    | 2011    |
| ------- | ------- | ------- | ------- | ------- | ------- | ------- | ------- | ------- |
| 446 860 | 446 878 | 451 939 | 451 662 | 465 948 | 479 636 | 481 471 | 492 563 | 499 531 |

| 2016    | 2021    | 2022    | - | - | - | - | - | - |
| ------- | ------- | ------- | - | - | - | - | - | - |
| 498 362 | 495 508 | 496 815 | - | - | - | - | - | - |

### Répartition et évolutions
Le département de la Manche est dans la moyenne nationale avec une population de 496 972 habitants au 31 décembre 2017 et une densité de 82 hab./km2.
La seule grande ville du département est Cherbourg-en-Cotentin (78 028 hab. en 2022), devant la préfecture, Saint-Lô (19 352 hab.). L'agglomération cherbourgeoise compte plus de 90 000 habitants, elle représente à elle seule plus de 20 % de la population totale d'un département qui reste fortement rural (52 % de la population vit dans les campagnes, contre 20 % en France).
Au cours du XIXe siècle, la population du département est passée de 530 600 habitants en 1801, à 600 000 un demi-siècle plus tard, avant de retomber à 545 000 en 1871, et 513 800 en 1891. Cette baisse est imputable à l'exode rural et à un taux de mortalité supérieur à celui de la natalité. Gochet recense à la fin du XIXe siècle « environ 18 000 protestants et 800 étrangers ».
De 451 939 habitants en 1968, la population a cru de 6,5 % pour atteindre 481 471 en 1999, puis 489 500 en 2007, soit une progression annuelle moyenne de 0,24 % ces sept dernières années. L'analyse de cette dernière période met en relief un vieillissement de la population, du fait de soldes naturel et migratoire positifs tandis que les jeunes quittent le département pour la formation et l'emploi. Du fait de l'étalement urbain, les villes de plus de 10 000 habitants perdent leur population au profit des territoires ruraux, particulièrement littoraux. L'Avranchin et le Coutançais présentent un solde positif, aux dépens du Mortanais et du Plain-Cotentin. Manque de logements et problèmes économiques engendrent un flux migratoire négatif dans l'agglomération cherbourgeoise. Le département est fortement touché par la flambée des prix des loyers, avec une hausse de 40 % environ des prix entre 2014 et 2024.

### Communes les plus peuplées
| Nom                       | Code Insee | Intercommunalité               | Superficie (km2) | Population (dernière pop. légale) | Densité (hab./km2) | Modifier                                    |
| ------------------------- | ---------- | ------------------------------ | ---------------- | --------------------------------- | ------------------ | ------------------------------------------- |
| Cherbourg-en-Cotentin     | 50129      | CA du Cotentin                 | 68,54            | 78 028 (2022)                     | 1 138              | modifier les données · modifier les données |
| Saint-Lô                  | 50502      | CA Saint-Lô Agglo              | 23,19            | 19 352 (2022)                     | 834                | modifier les données · modifier les données |
| Granville                 | 50218      | CC de Granville, Terre et Mer  | 9,90             | 12 799 (2022)                     | 1 293              | modifier les données · modifier les données |
| La Hague                  | 50041      | CA du Cotentin                 | 148,68           | 11 444 (2022)                     | 77                 | modifier les données · modifier les données |
| Avranches                 | 50025      | CA Mont-Saint-Michel-Normandie | 10,99            | 10 225 (2022)                     | 930                | modifier les données · modifier les données |
| Carentan-les-Marais       | 50099      | CC de la Baie du Cotentin      | 133,29           | 10 220 (2022)                     | 77                 | modifier les données · modifier les données |
| Coutances                 | 50147      | CC Coutances Mer et Bocage     | 12,51            | 8 372 (2022)                      | 669                | modifier les données · modifier les données |
| Valognes                  | 50615      | CA du Cotentin                 | 15,63            | 6 896 (2022)                      | 441                | modifier les données · modifier les données |
| Bricquebec-en-Cotentin    | 50082      | CA du Cotentin                 | 76,63            | 5 888 (2022)                      | 77                 | modifier les données · modifier les données |
| Saint-Hilaire-du-Harcouët | 50484      | CA Mont-Saint-Michel-Normandie | 46,97            | 5 735 (2022)                      | 122                | modifier les données · modifier les données |
| Saint-James               | 50487      | CA Mont-Saint-Michel-Normandie | 86,41            | 4 966 (2022)                      | 57                 | modifier les données · modifier les données |
| Torigny-les-Villes        | 50601      | CA Saint-Lô Agglo              | 39,23            | 4 441 (2022)                      | 113                | modifier les données · modifier les données |
| Saint-Pair-sur-Mer        | 50532      | CC de Granville, Terre et Mer  | 14,42            | 4 372 (2022)                      | 303                | modifier les données · modifier les données |
| Pontorson                 | 50410      | CA Mont-Saint-Michel-Normandie | 61,47            | 4 319 (2022)                      | 70                 | modifier les données · modifier les données |
| Agneaux                   | 50002      | CA Saint-Lô Agglo              | 6,50             | 4 266 (2022)                      | 656                | modifier les données · modifier les données |

### Gentilé
Les habitants du département de la Manche sont appelés traditionnellement « les Manchots ». À la fin du XXe siècle, les médias ont commencé à utiliser aussi le terme « Manchois ». L’intelligentsia les avait avec le même mot précédés dès le XIXe siècle. On se dit effectivement autant « Manchot » que « Manchois ». Tout dépend peut-être du milieu auquel on appartient. De souche profondément rurale, et toujours prêt à le montrer, on se dirait plutôt « Manchot ». Mais, venant d'autres milieux, on aurait tendance à s'affirmer « Manchois » pour ne pas se dévaloriser.
À noter que des ouvrages, tels que le Dictionnaire Larousse 2004 par exemple, qualifient les habitants de la Manche comme étant des « Manchois ».
Manchots ou Manchois ?
- Manchot, Manchotte : pour certains, il semble évident aujourd’hui de nommer « Manchots » les habitants de la Manche, mais il n’en fut pas toujours ainsi, car on peut aussi les appeler les Manchois. La supposée disparition de Manchois au profit de Manchot s’expliquerait par la conjonction d'un refus vivace du parisianisme tout au long du XIXe siècle et la plus grande familiarité de ce concurrent qui non seulement avait l’avantage d’être un mot d'usage courant depuis le XIIe siècle et rappellerait en outre les nombreux diminutifs familiers en ot(te) en vigueur à l’époque (Charlot(-te), Jeannot, Julot, Pierrot, etc.). L’appellation « Manchois » serait condamnée par la substitution en Basse-Normandie du suffixe –ais au suffixe –ois. Le résultat serait qu’aujourd’hui on ne trouve plus dans aucun dictionnaire récent de langue française le mot Manchois, pourtant terme très usité dans l’administration française, et plus globalement hors de la Manche, pendant près d’un siècle.
- Manchois, Manchoise : dès le premier quart du XIXe siècle, après l’institution des départements français, le nom de « Manchois » apparaît sous la plume d’auteurs dits parisiens, tel Barbey d’Aurevilly, né à Saint-Sauveur-le-Vicomte et promoteur du caractère provincial de sa petite patrie. Le gentilé Manchois s'est perpétué jusqu’à nos jours, notamment sous sa forme adjectivée et dans les documents et publications officiels du conseil général de la Manche. Quant à l’argument des dictionnaires, proposé pour réfuter une incertaine disparition de ce mot, il faut savoir qu'on n'y trouve pas non plus les gentilés de l’Eure ni de la Seine-Maritime. Qui plus est, jamais Manchot n'y figure.

## Tourisme
Le département comporte un village parmi Les Plus Beaux Villages de France : Barfleur (3e position en 2012). Par ailleurs, Saint-Vaast-la-Hougue remporte le titre de village préféré des Français en 2019.
- Le mont Saint-Michel, son abbaye et l'écomusée de la baie[17].
- Saint-Vaast-la-Hougue et l'île Tatihou[18].
- Le Scriptorial à Avranches.
- La Cité de la Mer, à Cherbourg.
- Les plages et le musée du débarquement.
- Musée Christian-Dior.
- Parc zoologique de Champrepus.
- Station balnéaire de Saint-Martin-de-Bréhal.
- Cathédrale et jardin des plantes de Coutances.
- Station balnéaire d'Agon-Coutainville et la pointe d'Agon.
- Station balnéaire de Barneville-Carteret, le havre de Barneville et le cap de Carteret.
- Château de Gratot.
- Moulin et cabines de Gouville-sur-Mer.
- Abbaye de Hambye[19].
- Fours à Chaux du Rey[20] et le château médiéval[21] de Regnéville-sur-Mer.
- Château de Cerisy-la-Salle.
- Haras national de Saint-Lô.
- Maison Jacques Prévert[22] à Omonville-la-Petite
- Maison natale de Jean-François Millet[23] à Gréville-Hague
- Le musée de la céramique[24] à Ger.

## Religion
La Révolution avait provisoirement maintenu deux sièges épiscopaux à Avranches et Coutances ; l'Église catholique les fusionne en 1801, le département de la Manche correspondant au diocèse de Coutances et Avranches. L'évêque nommé du diocèse est Laurent Le Boulc'h, qui a été ordonné le dimanche 27 octobre 2013 à la cathédrale de Coutances. Le samedi 5 août 2023, le pape François nomme Grégoire Cador évêque de Coutances-Avranches, en remplacement de Laurent le Bloulc’h, nouvel archevêque de Lille depuis le 1er avril 2023. Il sera ordonné évêque le 15 octobre 2023 en la cathédrale Notre-Dame de Coutances.
Le Mont-Saint-Michel est un haut lieu de pèlerinage pour les catholiques. Il existe de nombreuses abbayes dans la Manche.
La religion catholique est largement majoritaire dans la Manche. Selon un sondage de l'IFOP pour La Vie, en décembre 2006, plus de 75 % des Manchois se déclaraient proches du catholicisme.
Plus de 20 % des Manchois se disent sans religion. Les musulmans représentent moins de 1 % de la population.
Les protestants de la Manche dépendent du consistoire de Caen.
L'Église de Jésus-Christ des saints des derniers jours est représentée dans la Manche avec deux paroisses : la paroisse de Cherbourg et la paroisse de Coutances.

## Culture
Cherbourg-en-Cotentin est le principal pôle culturel de la Manche, disposant d'une scène nationale, d'un centre régional d'art du cirque, de deux cinémas, dont un d'Art et d'essai.
Plusieurs festivals animent la saison culturelle, qu'ils soient musicaux (Les Rendez-vous soniques, Chauffer dans la noirceur, les Traversées Tatihou, Jazz sous les pommiers, Festival Papillons de nuit) ou cinématographiques (Cinémovida, Festival des cinémas d'Irlande et de Grande-Bretagne de Cherbourg-en-Cotentin...). Le chanteur Allain Leprest originaire de Lestre, dans le nord de la Manche, est resté fidèle à son département et à sa mer d'origine qu'il a chantés par exemple dans Il pleut sur la mer. L'un de ses derniers disques, Parol' de Manchot, est une collaboration avec François Lemonnier, lui aussi du crû.
Le Réseau départemental des sites et musées de la Manche mis en place par le conseil départemental regroupe dix-huit sites patrimoniaux et musées sur l'ensemble du département, dont quatorze sont ouverts au public.
Le conseil départemental de la Manche lance officiellement le site internet wiki, Wikimanche au printemps 2007.
La langue normande le loceis, le prêchi y est toujours vivace. Importante production littéraire. Enseignement au collège de Bricquebec.

## Politique
Terre rurale, le département a politiquement une tradition conservatrice, « violemment modérée » selon les mots d'Alexis de Tocqueville, à l'exception notable de Cherbourg, plus ouvrière et plus à gauche. Cependant, avec le temps, le département semble de plus en plus voter conformément aux vagues électorales nationales.
Après la guerre, le conseil départemental de la Manche est dominé par les élus indépendants sous la présidence d'Henri Cornat et Léon Jozeau-Marigné. Avec l'élection de Jean-François Le Grand puis la constitution de l'UMP, la plupart des conseillers se présentent sans étiquette, souvent des proches du parti majoritaire qui refusent d'être encartés. Aussi, la droite dispose actuellement d'une majorité confortable avec neuf UMP, douze divers droite et quinze sans étiquette. L'opposition est composée de onze socialistes, dont les conseillers des cantons de la communauté urbaine de Cherbourg, et de quatre divers gauche. L'assemblée compte également un élu du Modem, Olivier Beck.
L'assemblée reste dominée par les hommes âgés. La moyenne d'âge de l'assemblée est en 2008 de 58 ans et demi, contre 54 ans et 4 mois en 1994, et 57 ans et demi en 2001, augmentation parallèle à celle de l'âge des candidats : 55 ans en 2008 contre de 53 ans en 2001, et près de 90 % des élus départementaux qui ont plus de 50 ans. Conséquence, les retraités représentent plus d'un tiers des conseillers généraux, contre 17,3 % en 1994 et 19,2 % en 2001. Les professions médicales sont également sur-représentées, avec sept vétérinaires, deux médecins et un dentiste, en activité ou à la retraite. Parmi les actifs, on trouve donc en 2008 un quart de professions libérales, dont la part se réduit au profit des cadres (24,2 %), des chefs d'entreprise (18,2 %), des employés (15,2 %), des enseignants (12,1 %) et des agriculteurs (6,1 %), ces derniers qui n'étaient plus présents dans l'assemblée depuis la décennie 1990.
L'assemblée ne compte que quatre femmes, l'obligation de parité se traduisant par la relégation des femmes comme suppléante. La féminisation des édiles n'est pas plus forte parmi les autres élus. Depuis la défaite d'Anne Heinis aux sénatoriales de 2001, les Manchoises sont absentes des bancs parlementaires, et aucune ne dirige une commune de plus de 3 500 habitants, pour lesquelles la loi du 31 janvier 2007 contraint à la stricte alternance hommes-femmes dans la constitution des listes électorales.
Le cumul des mandats est la règle au niveau départemental : 51,9 % des conseillers généraux sont maires, 11,5 % occupent des postes d'adjoints, 23,1 % sont conseillers municipaux. Trois des huit parlementaires de la Manche ne détiennent que ce mandat. Les législatives de 2007 ont en revanche vu le renouvellement de trois députés sur cinq, faisant passer la moyenne d'âge de 60 à 53 ans et demi.
Le second tour de l'élection présidentielle de 2012, confirme une poussée de la gauche dans les villes, 9 des 10 principales communes donnant l'avantage à François Hollande, contrairement aux chefs-lieux de cantons ruraux, Nicolas Sarkozy demeurant majoritaire de justesse au niveau départemental (50,1 %). Devenu ministre, Bernard Cazeneuve confirme l'implantation de la gauche dans le Cotentin en conservant son siège au premier tour malgré une circonscription redécoupée. Les députés UMP élus en 2007, Philippe Gosselin et Guénhaël Huet conservent leur siège, mais Stéphane Travert fait tomber Alain Cousin, en poste depuis 1988, faisant passer le PS d'un siège sur cinq en 2007, à deux sièges sur quatre.
- Liste des députés de la Manche
- Liste des sénateurs de la Manche
- Liste des conseillers départementaux de la Manche

## Administration
La Manche compte, au 1er janvier 2024, 445 communes. Il y en avait 516 au 31 décembre 2015. La création de nombreuses communes nouvelles (Cherbourg-en-Cotentin, La Hague, Torigny-les-Villes, Carentan-les-Marais, Bricquebec-en-Cotentin, Mortain-Bocage, Grandparigny...) explique cette forte diminution.
- Liste des préfets de la Manche
- Liste des communes de la Manche
- Liste des anciennes communes de la Manche
- Liste des cantons de la Manche
- Liste des intercommunalités de la Manche

## Sports
- Football : principaux clubs : US Avranches, AS Cherbourg, FC Saint-Lô Manche, US Granville.
- Handball : JS Cherbourg, évoluant en Pro D2, l'équivalent de la 2e division nationale.
- Cyclisme : le département a accueilli vingt-deux fois le Tour de France comme ville-étape (arrivée) : seize fois à Cherbourg, deux fois à Avranches, une fois à Granville, une fois à Saint-Hilaire-du-Harcouët et deux fois au Mont-Saint-Michel. Le village de Saint-Martin-de-Landelles accueille également chaque été la Polynormande, épreuve de la Coupe de France, organisée par Daniel Mangeas. Le dernier dimanche de septembre a lieu le Duo normand à Marigny-Le-Lozon.
- Voile : le département a accueilli plusieurs fois le Solitaire du Figaro à Cherbourg.
- Basket-ball : l'équipe féminine de l'US La Glacerie dispute le championnat professionnel de 2e division lors de la saison 2018-2019.
- Boxe thaïlandaise : Villedieu-les-Poêles, Cherbourg-Octeville.
- Badminton : deux clubs du département évoluent au niveau national (N3) : Saint-Hilaire-du-Harcouët et Hainneville.
- Tir à l'arc : l'OHS Cherbourg-Octeville évolue en Nationale 1 féminine.
- Golf : parcours : Granville, Bréhal, Coutainville, Cherbourg, Centre Manche, Fontenay, Côte des Isles.
- Judo : AMJ (Alliance Manche Judo), Judo club Villedieu-Percy-Gavray, Judo Club d'Avranches.
- Canoë-kayak : Avranches, Condé-sur-Vire.
- Natation : club nautique du Pays de Saint-Lô (CNPSL), Octeville Natation, EV Granville, Coutances.
- Équitation.
- Rugby : principaux clubs : RCCH (Cherbourg), ROC (Flamanville), RCSL (Saint-Lô)...
- Football américain : Les Terribles (La Hague), évoluant en Régional depuis la saison 2017-2018.
- Choule normande. équipe de "Choule hâot Cotentin" à Cherbourg. Participe au championnat de Normandie de choule à la crosse. 1re en 2018 et 2019

## Au cinéma
- 1949 : Les Eaux troubles de Henri Calef
- 1964 : Les Parapluies de Cherbourg de Jacques Demy
- 1979 : Tess de Roman Polanski
- 1983 : Pauline à la plage de Éric Rohmer
- 1998 : Armaggeddon de Michael Bay (scènes se déroulant en France)
- 2005 : La Boîte noire de Richard Berry
- 2007 : Darling de Christine Carrière
- 2007 : Rumba de Dominique Abel, Fiona Gordon et Bruno Romy
- 2008 : Deux Jours à tuer de Jean Becker (scènes se déroulant dans le Cotentin)